# Радюкино (Калузька область)
Радюкино (рос. Радюкино) — присілок в Мединському районі Калузької області Російської Федерації.
Населення становить 492 особи. Входить до складу муніципального утворення Присілок Михальчуково.

## Історія
Від 2004 року входить до складу муніципального утворення Присілок Михальчуково.

## Населення
| 2002 | 2010 |
| ---- | ---- |
| 543  | ↘492 |